# سینی کنچه
سینی کنچه (انگلیسی: Seyni Kountché؛ ۱ ژوئیهٔ ۱۹۳۱ – ۱۰ نوامبر ۱۹۸۷) یک افسر نظامی اهل نیجر بود که کودتای سال ۱۹۷۴ میلادی را رهبری نمود که منجر به خلع کابینه نخستین رئیس جمهور نیجر هامانی دیوری شد. وی از سال ۱۹۷۴ تا ۱۹۸۷ میلادی در این کشور به عنوان رهبر نظامی حکومت نمود.